# 英國利蘭
英國利蘭（British Leyland）是英國的一家已解散之汽車公司，創立於1968年，全稱British Leyland Motor Corporation Ltd（BLMC），由利蘭汽車和英國汽車控股兩家公司合併而成。1975年，政府收購部份該公司股份。英國利蘭包括了大部分英國汽車企業，佔據了英國四成汽車市場份額。雖然擁有利蘭、捷豹、羅孚、路虎、迷你、奥斯汀、莫里斯、MG、丹拿、凯旋等品牌，但該公司財政負荷極大，經營困難
 。1986年，該公司在一系列改组之后更名為羅孚集團，後來此集團多次被轉賣、分拆。現在迷你等品牌雖仍在生產，但已並非由英國企業生產。